# Shegaon
Shegaon là một thành phố và là nơi đặt hội đồng đô thị (municipal council) của quận Buldana thuộc bang Maharashtra, Ấn Độ.

## Địa lý
Shegaon có vị trí 20°47′B 76°41′Đ / 20,78°B 76,68°Đ Nó có độ cao trung bình là 276 mét (905 feet).

## Nhân khẩu
Theo điều tra dân số năm 2001 của Ấn Độ, Shegaon có dân số 52.418 người. Phái nam chiếm 52% tổng số dân và phái nữ chiếm 48%. Shegaon có tỷ lệ 73% biết đọc biết viết, cao hơn tỷ lệ trung bình toàn quốc là 59,5%: tỷ lệ cho phái nam là 78%, và tỷ lệ cho phái nữ là 66%. Tại Shegaon, 14% dân số nhỏ hơn 6 tuổi.